# Mafia américaine
 (novembre 2008).
Si vous disposez d'ouvrages ou d'articles de référence ou si vous connaissez des sites web de qualité traitant du thème abordé ici, merci de compléter l'article en donnant les références utiles à sa vérifiabilité et en les liant à la section « Notes et références ».
Pour les articles homonymes, voir Mafia (homonymie).
La mafia américaine ou mafia italo-américaine désigne une société criminelle italo-américaine hautement organisée. L'organisation est souvent désignée par ses membres comme « Cosa nostra » ([kɔza nɔstra] qui se traduit en français par « notre chose ») ou « La Cosa nostra » (LCN). La mafia émerge à New York dans les quartiers pauvres des immigrants italiens catholiques : East Harlem, le Lower East Side et Brooklyn. Elle apparaît aussi vers 1870 dans d'autres grandes métropoles de la côte Est et du pays en général suivant les vagues d'immigration en provenance de Sicile et d'autres régions du sud de l'Italie. Cosa nostra a ses racines dans la mafia sicilienne. Mais d'autres organisations distinctes aux États-Unis comme la Camorra napolitaine, la 'Ndrangheta calabraise, d'autres groupes criminels italiens aux États-Unis, ainsi que des criminels d'autres ethnies indépendantes, ont par la suite fusionné avec la mafia sicilienne pour créer la mafia italo-américaine moderne en Amérique du Nord. La structure qui unifie de manière la plus importante la mafia américaine est une « famille », laquelle est une organisation structurée de manière pyramidale.
La mafia est la plus active dans les régions du nord-est des États-Unis, spécialement à New York, Philadelphie, dans la région du New Jersey et en Nouvelle-Angleterre (spécialement à Boston et à Providence) mais elle est aussi activement présente à Chicago et en Floride. Au sommet de son expansion, la mafia américaine comptait un réseau de vingt-six familles du crime organisé aux États-Unis. Il existe cinq familles du crime à New York, la famille Gambino, la famille Genovese, la famille Lucchese, la famille Bonanno et la famille Colombo. Avec la famille de Chicago (Chicago Crime Family ; officiellement Chicago Outfit), ces cinq familles dominent la Cosa Nostra américaine. À son apogée, la mafia américaine dominait le crime organisé au niveau national. Chaque famille du crime a son propre territoire (excepté celles de New York) et opère indépendamment. Les familles sont dirigées par un organe supra-national, La Commission, où siègent les principaux parrains des familles du crime les plus puissantes.
De nos jours, la mafia italo-américaine est principalement présente dans le nord-est des États-Unis et à Chicago où elle continue à dominer le crime organisé malgré la montée d'autres organisations criminelles.

## Historique de la mafia américaine

### Origines: La «Main noire» (LaMano Nera)

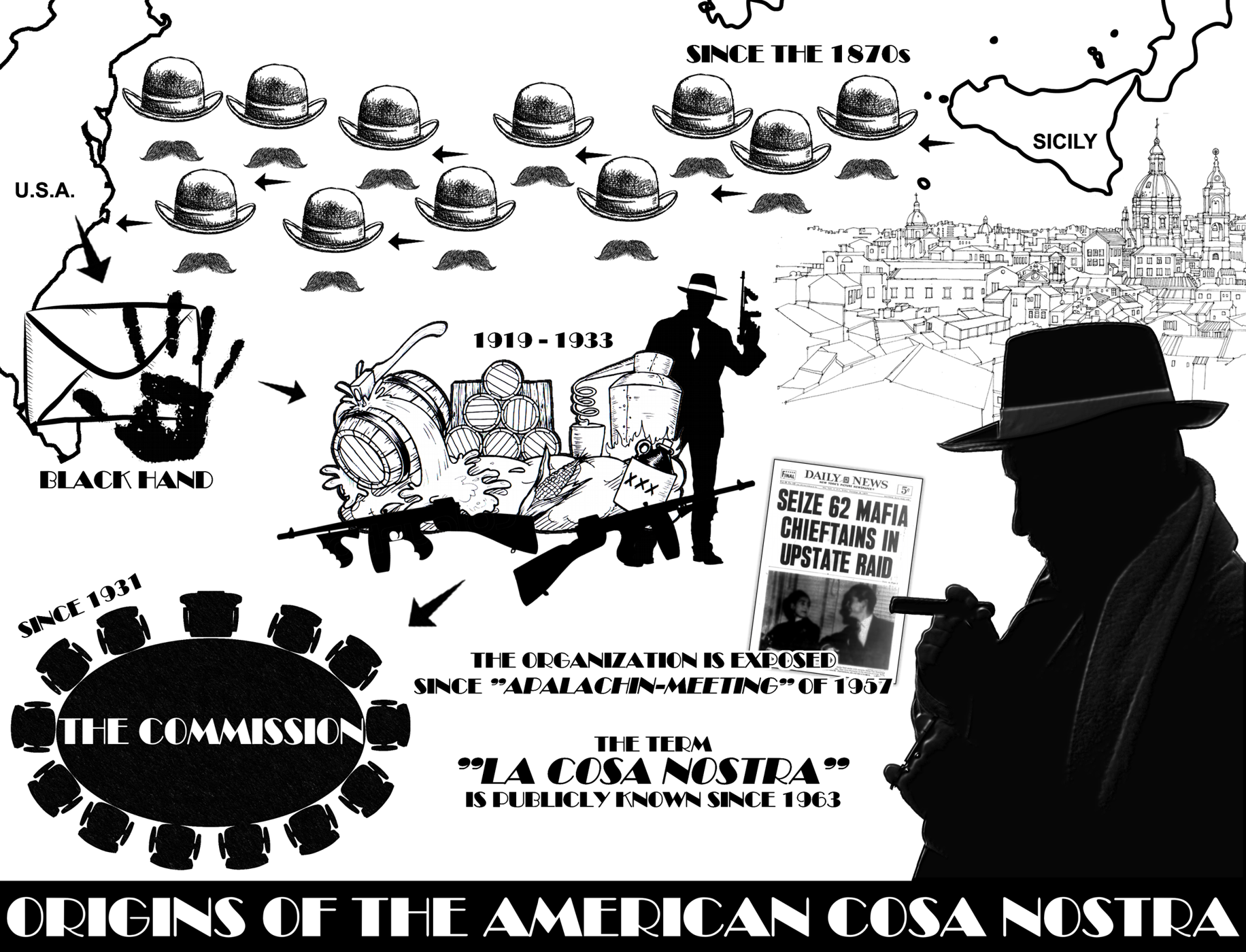
Schéma retraçant l'origine da la Cosa Nostra américaine et ses principaux événements chronologiques.

L'existence de gangs plus ou moins organisés est avérée aux États-Unis depuis le début du XIXe siècle et leurs liens avec l'immigration sont, comme pour de nombreux éléments sociaux en ce pays, essentiels. L'identité d'un gang est à la fois territoriale (un quartier) et ethnique. Les immigrés récents étaient à la fois protégés et le plus souvent exploités par des compatriotes installés depuis plus longtemps tandis que les Américains de souche WASP rejetaient ces immigrants pauvres, non anglophones et aux coutumes considérées comme « barbares ». Regroupés dans les quartiers les plus miséreux, ils tombaient plus facilement sous la coupe de ces gangs, qui embrigadaient leurs enfants peu désireux de devoir se contenter, comme leurs aînés, des emplois les plus ingrats. Ceux-ci apprenaient très tôt les leçons de la rue ; ils en tirèrent de la ruse et une grande dureté. Par ailleurs, l'essor économique et démographique rapide des États-Unis au cours du XIXe siècle offrait de nombreuses occasions de trafic et l'étendue du territoire et des libertés offrait une plus grande marge de manœuvre et de meilleures espoirs de gain que le Vieux continent. En ce sens, on peut considérer que l'essor du crime organisé aux États-Unis est indissociable de la construction du « rêve américain » (American Dream)[réf. souhaitée].
Au début du XXe siècle, les plus importants de ces gangs opéraient dans les grandes villes telles que Chicago, La Nouvelle-Orléans et surtout New York. Ils étaient essentiellement composés d'immigrés ou fils d'immigrés italiens, irlandais ou juifs ashkénazes (d'Europe centrale ou orientale). 
Ces gangs utilisaient initialement comme armes le couteau, le fusil à canon scié (connu sous le nom de mafia gun) et le revolver plutôt que le pistolet (armes à feu qui n'éjectent pas de douilles, ce qui empêche de déterminer leur empreinte balistique) avant de passer aux armes plus meurtrières (le fusil à canon rayé, la mitraillette Thompson devenue célèbre au cinéma).

#### La Nouvelle-Orléans
Les vagues d'immigrants italiens, succédant à celles des immigrants anglo-écossais et contemporaines de celles des immigrants allemands, irlandais et scandinaves, débutèrent dès le milieu du XIXe siècle. Les Siciliens furent particulièrement nombreux dans l'État de Louisiane, une région traditionnellement rétive vis-à-vis des institutions centrales (du fait de la colonisation française au XVIIIe siècle), de corruption endémique, et parsemée de bayous, marécages habités par les Cadiens et riches de nombreuses cachettes.
Parmi ces Siciliens, certains étaient déjà affiliés à la Cosa nostra et renouèrent, sur le sol américain, le même type de liens que ceux prévalant en Sicile. Dédaignés par les natifs franco-anglais bien établis, ils ne tardèrent en effet pas à s'organiser en bandes et il est communément admis, bien que ce soit difficile à prouver, que ce fut à La Nouvelle-Orléans que la Mafia sicilienne s'implanta pour la première fois aux États-Unis, avant d'essaimer dans les autres grandes villes à la fin du XIXe siècle. La presse locale, The New Orleans Time faisait état, dès le printemps 1869, de l'agissement de bandits, cambrioleurs ou faux-monnayeurs siciliens dans le deuxième District de la ville qui, durant le mois précédent avait formé une sorte d'entraide et d'entreprise pour perturber l'ordre de la ville. Entre 1870 et 1890, la police de La Nouvelle-Orléans imputa plus d'une centaine de meurtres à la Mafia sicilienne. À la fin du XIXe siècle, celle-ci dominait les activités du port (rackettant les navires en transit vers le Brésil et l'Argentine) et le commerce des fruits et légumes, sous la férule des frères Matranga.
Les ressentiments xénophobes anti-italiens s'avivèrent avec le développement du crime organisé sicilien, ce qui aboutit, en 1891, à l'un des lynchages les plus sanglants de l'histoire des États-Unis. Onze Italiens furent tués par une foule en colère, à la suite de l'assassinat non résolu du chef de la police, David Hennessey. Des centaines de Siciliens furent arrêtés, la plupart sans aucune preuve et dix-neuf furent accusés pour le meurtre. Tous furent acquittés, avec des rumeurs de corruption et d'intimidation de témoins. Le 14 mars 1891, des citoyens de la Nouvelle-Orléans organisent un lynchage collectif en tuant onze des dix-neuf relaxés. Deux furent pendus et neuf abattus, les huit derniers réussissant à s'échapper. Toutefois, la communauté italienne était la première victime de la Mafia sicilienne dont certains membres pratiquaient l'extorsion à l'encontre de leurs compatriotes par des opérations connues sous le nom de la Mano Nera, dénomination rappelant la main noire dessinée sur les lettres de menaces adressées aux cibles du racket. Si la somme demandée n'était pas laissée sur le pas de la porte de la victime, celle-ci avait de grandes chances d'être assassinée.

#### New York

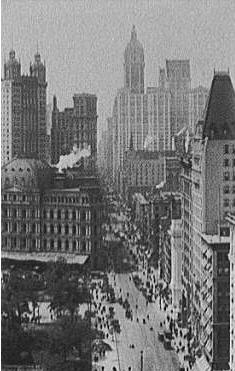
Broadway en 1909.

Des groupes mafieux deviennent influents à New York en progressant d'abord graduellement dans les quartiers pauvres italiens. La Main Noire (La Mano Nera) est une méthode d'extorsion utilisée dans les quartiers italiens au tournant du XXe siècle. Elle est souvent confondue avec la mafia elle-même, ce qu'elle n'est pas. La Main Noire est d'abord une société secrète et, davantage encore, une pratique de nombreux petits gangs. L'activité de la Main Noire est souvent vue, mais à tort, comme étant l'activité d'une seule et même organisation parce que les criminels de la Main Noire utilisaient la même méthode à travers tous les États-Unis auprès de la communauté italienne.
Dès les années 1820, un quartier du sud de Manhattan appelé Five Points (car cinq rues s'y rejoignaient), devint l'endroit le plus mal famé de New York, par sa concentration de repaires de brigands, de coupe-gorges et de maisons de passe. Au cours du XIXe siècle, les quartiers environnants étaient un assemblage de taudis reliés par des rues boueuses dans lesquels les enfants d'immigrés, au lieu de rester dans des appartements trop exigus, apprenaient la loi de la rue. Cet endroit compose le décor (à la sauce hollywoodienne) du film de Martin Scorsese, Gangs of New York, qui représente certains des gangs dominant Manhattan dans les années 1850 et 1860, tels que les Plug Uglies, les Roach Guards, les Dead Rabbits ou les Whyos, ces deux derniers étant majoritairement irlandais et liés à la Mafia irlandaise.
À partir des années 1870, les immigrants juifs et italiens arrivèrent en masse à New York et s'installèrent au sud de Manhattan, en particulier à Mulberry Street, qui devint plus tard le cœur du quartier italien appelé Little Italy, dans le Lower East Side. La physionomie des gangs se modifia en conséquence, les immigrés formant leurs propres gangs pour résister à ceux qui tenaient la place. Giuseppe Morello est le premier membre de la mafia connu à avoir immigré aux États-Unis. Lui et ses six frères ont assassiné 11 riches propriétaires terriens, le gouverneur de Sicile et un vice-gouverneur d'une province de Sicile. Il est arrêté en 1881 et extradé vers l'Italie. La Mafia sicilienne s'installe réellement vers les années 1890, avec l'arrivée du parrain Antonio Morello. Il s'associe avec un Sicilien immigré en 1898, Ignazio Saietta, surnommé « Lupo » (le Loup) pour sa cruauté dans la pratique de l'extorsion envers ses concitoyens. On le soupçonna d'une soixantaine d'affaires de meurtres commis par la torture (souvent par la brûlure). La famille Morello devint le groupe criminel dominant dans les années 1910.
Entre-temps, au tournant du siècle, le gang de Monk Eastman (un juif massif et bardé de cicatrices, né Edward Osterman en 1873 à Brooklyn) se disputait le territoire du Lower East Side avec un gang majoritairement composé d'Italiens connu sous le nom de Five Points Gang, création de Paul Kelly (un ancien boxeur très cultivé né Paolo Antonio Vaccarelli en 1875 en Sicile). Chaque gang comptait alors plus d'un millier de gangsters qui tiraient leurs revenus du jeu, de la prostitution, du pickpocketing, du cambriolage ou de l'assassinat commandité. Ils étaient également en affaire avec les hommes politiques de Tammany Hall, l'organisation du Parti démocrate à New York (au pouvoir dans la ville depuis les années 1850), pour bourrer les urnes lors des élections ou prêter main-forte pour influencer une décision. En contrepartie, les politiciens faisaient jouer leurs relations dans les milieux judiciaires afin de réduire les effets des arrestations. La lutte entre le Monk Eastman's Gang et le Five Points Gang culmina en 1903 avec une véritable bataille rangée en pleine rue, que la police eut le plus grand mal à contenir.
Les règnes de ces gangs déclinèrent au cours des années 1910, notamment à la suite de plusieurs arrestations, en particulier celle de Monk Eastman. Le Five Points Gang a fait la transition entre les gangs du XIXe siècle et les organisations criminelles contemporaines nées de la prohibition. De ses rangs furent notamment issus Johnny Torrio, Al Capone et Lucky Luciano. Quant à Monk Eastman (qui fut abattu en 1920 après être revenu de la guerre de 1914-18), il avait parrainé la carrière d'Arnold Rothstein, grand joueur professionnel, ami des politiciens et financier de la pègre.
Un capitaine de police corrompu, nommé Charles Becker, essaya au début des années 1910 de reprendre à son compte les méthodes de la mafia pour régner sur le crime à New York. Le projet progressait bien jusqu'à ce qu'une affaire de meurtre qu'il avait commandité ne mette à jour son système et l'envoie sur la chaise électrique en 1915.

#### Chicago

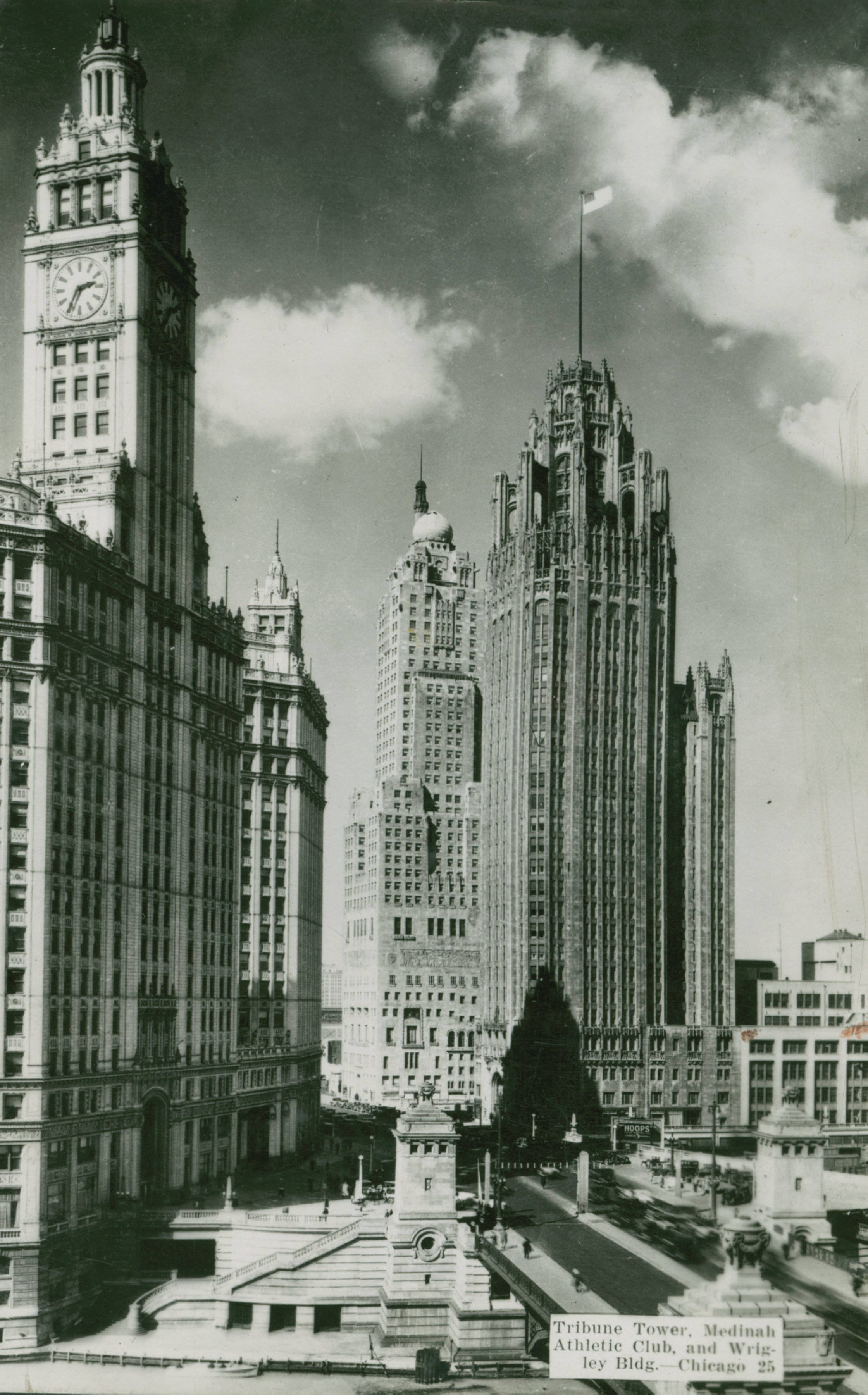
Chicago à la fin des années 1920.

Au début du XXe siècle, Chicago, la porte du Far West et la ville des abattoirs, était une ville violente. Gangrenée par la corruption, elle était réputée pour ses bars, ses jeux d'argent clandestins et ses maisons closes.
Le premier grand organisateur du crime dans la ville de Chicago s'appelait James Colosimo, surnommé « Big Jim » ou « Diamond Jim », à cause de sa manie d'arborer des diamants aux doigts et sur ses vêtements. Il fut également le fondateur de l'Outfit de Chicago. Né en 1877 en Calabre (Italie du sud), il immigra en 1895 et commença sa carrière en tant qu'homme de main de conseillers municipaux corrompus. Il se maria en 1902 avec Victoria Moresco, une tenancière de maison close, et devint l'un des plus importants proxénètes du pays. À partir de sa base du Colosimo Cafe, un établissement de luxe, il régnait sur un empire de plus de 200 lupanars.
En 1909, Colosimo fut menacé par des membres de la Cosa nostra, au cours d'une opération d'extorsion de la Main noire (Mano Nera). Il fit appel au neveu de sa femme, Johnny Torrio, qui appartenait alors au milieu new-yorkais. Ce dernier, après l'avoir aidé à se débarrasser de la Mano Nera locale, resta à Chicago, devint son lieutenant, et l'aida à étendre son empire. De là naquirent les futures collaborations entre les familles criminelles de New York et Chicago. Mais « Big Jim » Colosimo fut assassiné le 11 mai 1920, par un caïd de la mafia de New York bien connu du nom de Frankie Yale, vraisemblablement à l'instigation de Torrio parce que ce dernier avait découvert que Colosimo avait importé du whisky du Canada sans l'en informer.

### Guerre entre laCosa nostrasicilienne et la Camorra à New York
Entre 1914 et 1918, la guerre dite de la Mafia contre la Camorra eu lieu à New York. Les événements sont une lutte entre la Camorra napolitaine et la mafia sicilienne pour le contrôle du crime organisé dans la ville. Au sein de la communauté italienne de New York, East Harlem est essentiellement composé de siciliens, tandis que Brooklyn est principalement composé de napolitains. À Brooklyn, le Navy Street Gang s'est formé avec comme chef Alessandro Vollero et à East Harlem s'est formé le Coney Island Gang avec pour chef Pellegrino Morano. East Harlem disposait déjà d'une importante famille du crime, les Morello. Vers 1919, après plusieurs années de lutte et d'assassinats réciproques, la Camorra a finalement perdu la guerre à cause des autorités qui leur ont opposé plusieurs procès. Les leaders Morano et Vollero ont également été condamnés et expulsés vers l'Italie. La mafia sicilienne prend le contrôle de New York et les « Napolitains » se soumettent  aux nouveaux patrons. Les Camorristes restants sont finalement passés sous la direction du sicilien Salvatore D'Aquila. Cette alliance est considérée comme l'ancêtre d'une famille connue plus tard comme la « famille Gambino ».

### Années de la prohibition (1920-1933)

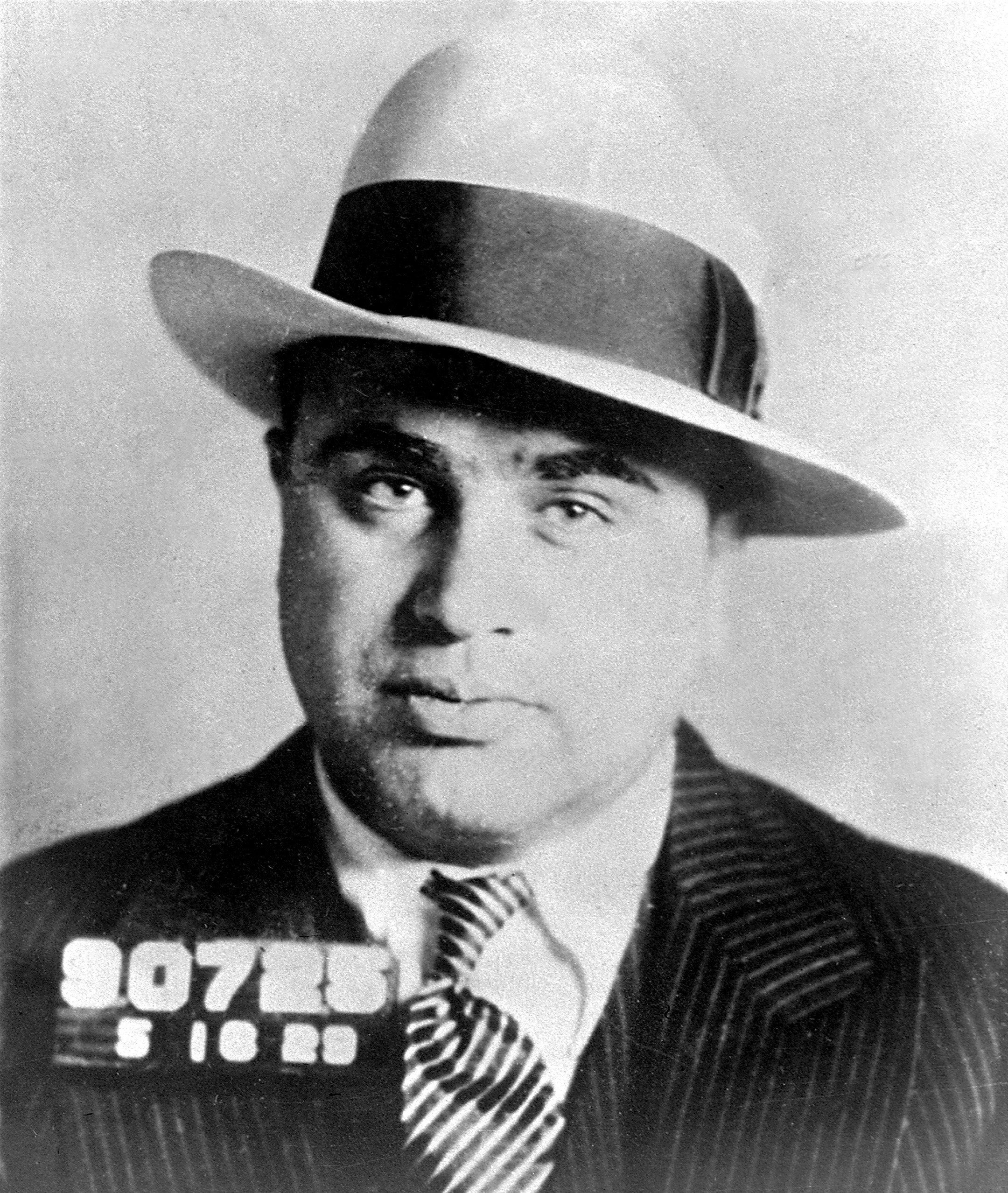
Al Capone en 1929, parrain de l'Outfit de Chicago durant la prohibition devenu le symbole du gangster dans la culture populaire.

Le XVIIIe amendement de la Constitution des États-Unis, qui prohibe la fabrication, la vente et le transport d'alcool, entre en vigueur le 16 janvier 1920. Cette prohibition produit l'effet inverse de celui escompté. Il entraîne une demande très forte de la part de la population et la vente illégale s'organise comme jamais, via des organisations criminelles, pour répondre à la demande. Cela crée une explosion du crime organisé et de ses activités, celles liées au trafic d'alcool étant largement tolérées même parmi la police et les politiciens. Au cours des trois premiers mois de la prohibition, le taux d'assassinat passe de 6,8 pour 100 000 habitants à 9,7 tandis que 500 000 dollars d'alcool confisqué sont volés dans les bâtiments gouvernementaux.
L'augmentation fulgurante des revenus du crime organisé et sa structuration quasi-industrielle, rendue nécessaire par le développement de ses activités, ont façonné le visage de la mafia italo-américaine tel que nous le connaissons aujourd'hui et considérablement accru sa puissance et son influence.
Les profits qui sont engendrés par la vente et la distribution d'alcool sont supérieurs aux risques encourus par la répression du gouvernement, qui a du mal à faire respecter la prohibition. Plus de 900 000 caisses de bouteilles d'alcool transitent chaque mois à travers les frontières vers les villes américaines. Les gangs criminels et certains politiciens voient en la prohibition le moyen de faire fortune rapidement et commencent par passer en contrebande de grande quantité d'alcool vers les villes américaines. La majorité de l'alcool est importée du Canada, des Caraïbes et du Midwest américain où est fabriqué illégalement de l'alcool.
Au début des années 1920, Benito Mussolini prend le pouvoir en Italie et des vagues d'immigrants italiens fuient vers les États-Unis. Des membres de Cosa nostra en Sicile en profitent pour fuir aussi parce que Mussolini tente de détruire l'activité mafieuse en Sicile. Beaucoup d'immigrés italiens vivent dans des immeubles délabrés. Pour échapper à un style de vie précaire, certains immigrés choisissent de rejoindre la mafia américaine.
La Mafia prend l'avantage dans le trafic d'alcool.

#### Volstead Actetbootleggers

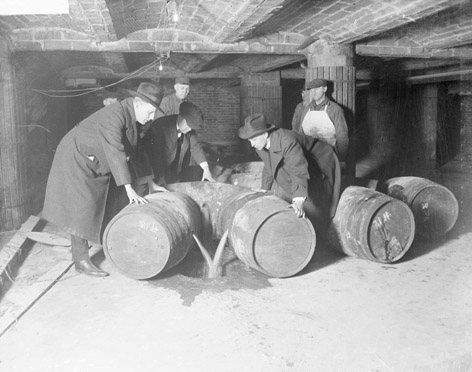
Agents fédéraux détruisant des barils d'alcool (Chicago).

Les abus d'alcool posaient de sérieux problèmes de troubles de l'ordre public aux États-Unis, comme dans d'autres pays qui ont également adopté la prohibition (en Finlande de 1919 à 1932, en Norvège de 1916 à 1927, au Canada de 1900/1919 à 1920/1948 selon les provinces). Au début du XXe siècle, le Temperance movement (mouvement pour la tempérance, d'inspiration puritaine) militait aux États-Unis pour une interdiction totale de l'alcool. En 1916, 26 États de la Fédération l'avaient déjà rendue effective. La prohibition fut établie au niveau fédéral par le 18e amendement de la Constitution des États-Unis (en janvier 1919), puis par le décret Volstead (Volstead Act en octobre 1919), et prit effet le 16 janvier 1920. Tous les alcools, de la bière au whisky en passant par le vin, furent bannis des bars et restaurants, et les agents fédéraux (agents du fisc puis du bureau de la prohibition), sous les flashs des reporters, montaient de spectaculaires opérations anti-alcool, éventrant les barriques à la hache et répandant leur contenu dans les caniveaux.
Bon nombre de citoyens ne souhaitaient pas se passer d'alcool (ne serait-ce que pour le vin de messe dans les églises catholiques ou la sanctification du vin dans le rituel juif), si bien que les speakeasies (bars clandestins) proliférèrent rapidement, y compris pour la haute société, engendrant une source de trafics et de profits illégaux gigantesques. Cette situation fut une aubaine pour les gangsters, qui s'organisèrent en groupes de bootleggers (trafiquants d'alcool) pour satisfaire la demande. Leurs activités s'échelonnaient sur plusieurs niveaux :
- la contrebande, grâce à des fournisseurs extérieurs (whisky du Canada, rhum des Caraïbes transitant par la Floride, champagne français transitant par Saint-Pierre-et-Miquelon, etc.), les distilleries clandestines étant plus marginales (la mauvaise qualité de cette production a endommagé la santé de milliers de consommateurs) ;
- la distribution dans les speakeasies, fréquemment tenus par les mêmes bootleggers ;
- les pots-de-vin distribués aux autorités locales (les maires, les policiers, les agents fédéraux) ;
- et, éventuellement, l'élimination des groupes rivaux.

L'impact de la prohibition sur le crime organisé a été fondamentale, car, d'une part, elle impliquait des profits beaucoup plus importants et la création de groupes mieux organisés, et d'autre part, elle a donné naissance à des carrières criminelles aux rôles prépondérants (voir chapitres suivants) : Al Capone, Lucky Luciano, Frank Costello, Meyer Lansky, Bugsy Siegel, Dutch Schultz, Waxey Gordon, etc.

### Guerre des Castellammarese
La guerre des Castellammarese est le nom donné à la lutte entre deux clans de la Cosa nostra installée à New York et y dominant le crime, en 1930 et 1931. Il en a résulté une transformation du paysage criminel nord-américain, l'ordre des mafieux siciliens traditionnels étant remplacé par une nouvelle génération qui allait créer le Syndicat du crime.
L'un des deux clans était dirigé par Salvatore Maranzano, né en 1886. Ce Sicilien, fasciné par Jules César et aux mœurs très traditionnelles, avait été envoyé en Amérique en 1918 par le puissant parrain de Castellammare del Golfo (près de Palerme), don Vito Cascio Ferro, dont le projet était de bâtir un empire mafieux transatlantique. Ses projets avaient été contrariés par les poursuites du lieutenant de police Joseph Petrosimo qui le força à quitter le territoire américain (avant d'être assassiné lors d'une enquête en Sicile en 1909), puis par Mussolini, qui le fit emprisonner en 1929. L'équipe de Maranzano comprenait d'autres transfuges siciliens, tels que Joseph Bonanno et Joseph Profaci, futurs parrains de l'une des cinq familles new-yorkaises. Le clan adverse était celui de Joe Masseria dit The Boss, né en 1879, immigré en 1903 et héritier de la famille Morello en 1920, après une série d'assassinats. Ouverte à des non-Siciliens, son équipe incluait notamment Al Capone, Lucky Luciano, Albert Anastasia, Vito Genovese, Willie Moretti, Joe Adonis et Frank Costello.
La rivalité entre les deux factions était exacerbée, à la fin des années 1920, par de fréquents braquages, par l'une, de convois d'alcools destinés à l'autre. La guerre fut déclenchée en février 1930, lorsque Joe Masseria fit exécuter Tom Reina, un caïd qui songeait à faire allégeance à Maranzano, afin de s'emparer de son « entreprise » de racket des livreurs de glace (un commerce important à une époque où les réfrigérateurs n'existaient pas). Les hommes de Tom Reina, dont Gaetano Gagliano et Tommy Lucchese (qui devinrent eux aussi chefs d'une famille new-yorkaise), passèrent dans le camp de Maranzano après avoir abattu le remplaçant de Reina placé par Masseria, un certain Pinzolo, considéré par les mafieux comme un « guignol ». Après plusieurs dizaines de meurtres de part et d'autre sur tout le territoire américain, la jeune génération était effrayée par ce conflit sans issue. Lucky Luciano et Vito Genovese organisèrent le meurtre de leur propre patron, Joe Masseria, dans le restaurant Scarpato à Coney Island, en avril 1931. À la fin d'un repas avec Luciano, Masseria fut abattu par Genovese, Bugsy Siegel, Albert Anastasia et Joe Adonis.
Fait unique dans l'histoire du crime organisé, Salvatore Maranzano devint alors l'unique chef de la Cosa nostra (ce terme, signifiant « notre chose » ou « ce qui est à nous », serait apparu à cette époque) aux États-Unis. Il prit le titre de capo di tutti capi (chef de tous les chefs), suivant la hiérarchie inspirée des légions romaines en vigueur dans la Mafia en Sicile (chef, sous-chef, capo ou capitaine et soldats). Maranzano était ainsi à la tête d'une armée de 600 soldats sur le territoire des États-Unis. Il nomma les chefs des cinq familles de New York : Lucky Luciano (future famille Genovese), Joe Profaci (future famille Colombo), Gaetano Gagliano (future famille Lucchese), Joseph Bonanno et Vincent Mangano (future famille Gambino). Cette organisation est toujours en vigueur aujourd'hui.
Le règne de Maranzano fut bref. Son goût immodéré pour la tradition et son antisémitisme déplaisaient aux jeunes mafieux ambitieux menés par Lucky Luciano, se sentant davantage américains que siciliens et souhaitant travailler avec des comparses juifs tels que Meyer Lansky ou Bugsy Siegel. De plus, Luciano avait eu vent du projet de Maranzano de le faire assassiner, lui, ainsi que Vito Genovese et Al Capone, par le tueur à gages irlandais Vincent « Mad Dog » Coll. En septembre 1931, Lucky Luciano prit donc les devants, avec l'agrément de ses associés, et envoya une équipe de gangsters juifs menés par Bo Weinberg (lieutenant de Dutch Schultz), déguisés en agents du fisc, l'égorger dans son propre bureau. Entre 40 et 90 de ses hommes furent tués le même jour (selon certains spécialistes, cet épisode serait une légende). Cet événement a été surnommé « les Vêpres siciliennes », en référence au massacre des Angevins en 1282 à Palerme.

### Création du «Syndicat national du crime» et de «La Commission»

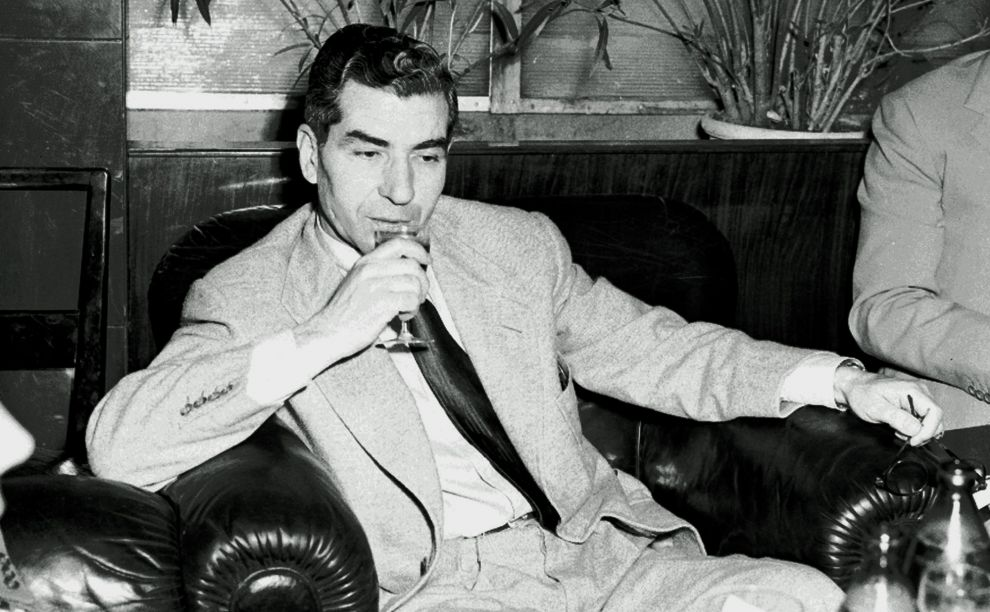
Charles « Lucky » Luciano, le créateur de la Commission.

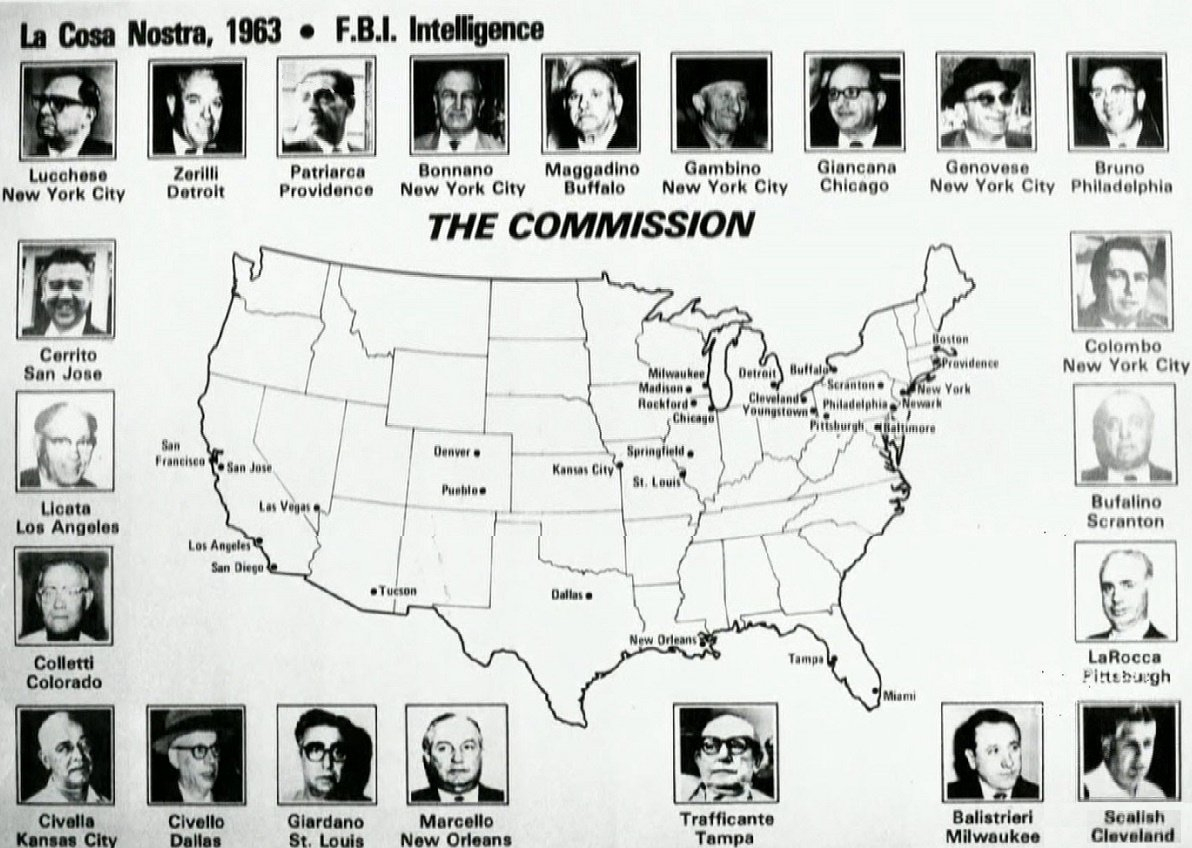
La Commission en 1963 après enquête du FBI.

Une fois les vieux don (surnommés « Mustache Petes ») éliminés, dont notamment Maranzano, Lucky Luciano et son ami et conseiller Meyer Lansky ont eu les mains libres pour imposer leurs visions (inspirée par Arnold Rothstein) : le Syndicat national du crime. Ils imposèrent le statu quo des cinq familles à New York, plus celles des plus puissantes familles mafieuses des autres grandes villes des États-Unis (notamment le Chicago Outfit, ainsi que la Kosher Nostra ou Yiddish Connection). Le but de la réunion est de changer l'ancien système sicilien d'un chef central désigné en la personne du capo di tutti Capi. C'est une mafia moderne ouverte aux non-siciliens, une alliance entre la Cosa Nostra et la Kosher Nostra. La base de cette organisation avait déjà été décidée en mai 1929, à Atlantic City (cité balnéaire du New Jersey), lors d'une grande réunion de gangsters supervisée par Lucky Luciano et Johnny Torrio qui dura six jours. Siciliens, napolitains, juifs, irlandais ou anglais, la plupart étaient bootleggers ou caïds de quartiers de New York ou des principales villes du nord-est. Étaient ainsi présents, outre l'organisateur Nucky Johnson, Longie Zwillman (de Long Island), Joe Adonis (Brooklyn), Owney Madden (patron du Cotton Club à Harlem), Willie Moretti (Newark), Al Capone (Chicago), Waxey Gordon (Philadelphie), Moe Dalitz (Cleveland), ainsi que Meyer Lansky, Frank Costello, Bugsy Siegel et Albert Anastasia. Le but de cette manœuvre était le partage des secteurs du crime américain en dehors de l'ordre des vieux don mafieux. La réunion servit également à négocier le partage des territoires et des profits respectifs.
En 1931, une nouvelle réunion eut lieu à Chicago. Un autre organisme fut créé, « la Commission » (ou parfois « l'Organisation »). La Commission, composée exclusivement d'italo-américains issus de Cosa Nostra, devait être le syndicat dominant le Syndicat national du crime, qui lui est ouvert aux non-italiens. La Commission était composée de sept patrons, soit les chefs des cinq familles new-yorkaises : Lucky Luciano, Vincent Mangano, Tommy Gagliano, Joseph Bonanno et Joe Profaci, ainsi que le patron de Chicago, Al Capone et le patron de la famille de Buffalo, Stefano Magaddino. Luciano est nommé président de la Commission. Il fut convenu qu'aucun chef mafieux ne devait dominer l'ensemble du crime organisé, mais qu'il y aurait une forme de direction collective. 
À l'avenir, les nouvelles règles prévoyaient que les membres de la Commission se réuniraient pour discuter des activités les plus lucratives (jeux, trafics, prostitution, racket) et de la gestion des territoires. Si une nouvelle « Famille du crime » devait se créer ou une existante souhaitait s'agrandir, « le syndicat » se réunirait. Si une « Famille », plus ambitieuse, se mettait à empiéter sur le territoire d'une autre, elle se mettrait à dos toutes les autres « Familles du crime ».
À la fin de la prohibition en 1933, la direction du Syndicat national du crime comprenait sept membres permanents (les Big Seven) :
- Lucky Luciano, contrôleur de la prostitution, chef de l'ex-famille de Masseria (future Genovese), ayant confié à Vito Genovese la gestion du trafic de stupéfiants.
- Frank Costello, contrôleur des jeux (machines à sous, paris), responsable des opérations de corruption et des liaisons avec les politiciens.
- Meyer Lansky, expert financier de l'Organisation, gestionnaire des fonds communs.
- Bugsy Siegel, surveillant des rackets sur les établissements de nuit et de la distribution de l'alcool.
- Albert Anastasia, contrôleur des docks de New York et du syndicat des dockers.
- Joe Adonis, caïd de Broadway, associé d'Anastasia.
- Louis Lepke Buchalter, racketteur de l'industrie du vêtement, du syndicat des camionneurs, des boulangeries, des cinémas et spécialiste du chantage.

Dans le même temps, le Syndicat national du crime mettait en place une branche chargée de l'exécution, après délibération des chefs mafieux, des membres du crime organisé coupables de manquements, considérés comme non fiables ou émergents. Connue sous le nom de Murder Incorporated, cette équipe de tueurs opérationnelle sur tout le territoire américain fut dirigée par Lepke Buchalter, avec l'aide d'Albert Anastasia et de Bugsy Siegel. Elle fut démasquée en 1940. Elle défendait les intérêts du Syndicat.

## Structure de la mafia américaine

Structure d'une famille mafieuse de la Cosa Nostra américaine.

La mafia américaine repose sur une stricte structure hiérarchique. Comme la Cosa Nostra Sicilienne, la structure de la mafia américaine moderne est créée par Salvatore Maranzano en 1931. Tous les membres de la mafia sont des « affranchis ». Cela signifie qu'ils sont intouchables par rapport aux autres criminels non mafieux et que s'ils sont victimes d'une agression, l'agresseur sera victime de représailles à son tour. À l'exception des associés, tous les membres d'une famille du crime sont des « affranchis ». Les trois plus hautes positions d'une famille font l'administration. Sous l'administration, il existe des factions dirigées par un caporegime (un capitaine) qui dirige une équipe de soldats et d'associés. Il effectue des rapports réguliers à l'administration et peut être perçu comme un manager gérant une activité économique. Quand le Don (le parrain) prend une décision, il donne très rarement l'ordre directement mais plutôt à travers toute une chaîne de commandement (intermédiaires). Ceci dans le but d'isoler la tête de commandement (administration) de l'attention des forces de l'ordre si les exécutants, commettant un crime ou un délit, se font arrêter. C'est ce qu'on appelle, dans le monde du renseignement, la négation plausible.
Il existe parfois d'autres positions dans les fonctions de commandement de la famille. Lorsque le parrain est emprisonné, la fonction de parrain est divisée en plusieurs postes (trois à cinq membres) pour détourner l'attention de la police sur un de ses membres. La fonction de « messager » ou de « street boss » (patron de rue) a été créée par l'ancien parrain de la famille Genovese, Vincent Gigante.
- Patron (Boss en anglais). Le Parrain est le chef de sa famille du crime, régnant souvent comme un dictateur. Il est parfois nommé Don ou « parrain » en français (Godfather en anglais). Le parrain reçoit un « tribut » de chaque membre de sa famille effectuant une opération criminelle sur le territoire contrôlé par la famille[6]. En fonction des familles, le parrain est choisi selon le vote des caporegimes de la famille. En cas d'égalité dans les votes entre plusieurs concurrents le « sous-patron » (underboss en anglais) tranche le choix. Par le passé, le choix du patron se faisait avec tous les membres de la famille, même avec les soldats. Mais cette pratique fut abandonnée à la fin des années 1950 car elle attirait trop l'attention des autorités[7]. En pratique, le résultat est généralement connu d'avance, comme la nomination de John Gotti comme parrain de la famille Gambino en 1986. Comme en témoigne Sammy Gravano, tous les caporegimes de la famille furent réunis dans les sous-sols d'un immeuble avec des hommes de Gotti derrière eux dans le but d'orienter le vote. Gotti fut, de fait, nommé Boss.
- Sous-Patron (Underboss en anglais). Le sous-patron est quelquefois désigné par le parrain de la famille et il est la deuxième autorité pour commander la famille. Le sous-patron gère l'activité de la famille au quotidien et supervise les activités de racket les plus lucratives. Il prélève parfois un pourcentage des revenus de la famille sur le tribut perçu par le parrain. Le sous-patron est parfois en première ligne pour succéder au parrain en place si ce dernier est emprisonné et il est fréquemment perçu comme le successeur logique.
- Consigliere (ou « Advisor » ou « Right-Hand Man »). Le consigliere est un conseiller pour la famille et il est parfois perçu comme « le bras-droit » du parrain. Il est utile comme médiateur pour arbitrer les disputes. En pratique, le consigliere est normalement le troisième membre le plus important dans l'administration de la « famille ». Il est traditionnellement un membre de longue date qui a le respect de tous les membres de la famille. Il est absolument au courant de tout en ce qui concerne les activités économiques criminelles de la famille. Le parrain choisit souvent un ami très proche ou un conseiller personnel comme consigliere officiel.
- Caporegime (« capo », « captain » ou « skipper »). Un caporegime (aussi appelé capitaine ou chef) est responsable d'une équipe comprenant entre dix et vingt soldats et beaucoup plus d'associés. Un capo est désigné par le parrain et il lui doit des comptes, comme aussi au sous-chef. Un capitaine donne un pourcentage de ses gains (et ceux de ses soldats) au parrain. Il est aussi responsable des tâches qui lui sont assignées, incluant le meurtre. En ce qui concerne le racket des syndicats de travailleurs, c'est parfois le capo qui est chargé de l'infiltration des antennes locales. Si un capo devient assez puissant, il peut parfois avoir un pouvoir plus important que ses supérieurs. Comme Anthony Corallo qui est arrivé à court-circuiter la hiérarchie de sa famille pour devenir parrain à la mort de son prédécesseur.
- Soldat (Soldato en italien ; « made man », « full member », « man of honor » / uomo d'onore en italien, « one of us », « a friend of us »). Un soldat est un membre de la famille qui, traditionnellement, est italien à 100% (bien qu'actuellement de nombreuses familles recrutent des membres à moitié italien, du côté du père). Une fois qu'un membre devient « affranchi », il devient intouchable pour les autres membres. Seul le parrain du soldat peut ordonner son élimination. L'expression « le livre est ouvert » signifie que la famille veut recruter de nouveaux membres. Un affranchi recommande un associé à entrer dans la famille comme nouveau soldat. Les soldats sont la cheville ouvrière de la famille commettant pour elle des crimes comme les agressions, le meurtre, les extorsions, les intimidations, etc. En retour, ils bénéficient du profit des rackets dirigés par leurs supérieurs et ils ont pleinement accès aux réseaux de la famille et à leur pouvoir.
- Associé. Un associé n'est pas un membre de la mafia, mais travaille néanmoins pour une famille du crime. Les associés peuvent englober une grande diversité de personnes qui travaillent pour la famille. Un associé peut rendre une très grande variété de services au même titre qu'un soldat ou avoir des responsabilités bien moindres, comme un simple garçon de courses. C'est un poste où de nombreux gangsters (connected guys) ont commencé pour faire leurs preuves. Une fois qu'une famille accepte de nouvelles recrues, les meilleurs associés sont évalués pour devenir des membres à part entière (des soldats). Un associé peut être aussi un criminel qui sert d'intermédiaire ou quelquefois fait du trafic de drogue pour ne pas attirer l'attention des forces de l'ordre sur les soldats de la famille. Les associés peuvent être des personnes avec qui la famille fait des affaires (propriétaire de restaurant ou autre commerce, etc.). Dans d'autres cas, un associé peut être un délégué syndical corrompu ou un homme d'affaires. Les non-italiens ne peuvent théoriquement pas aller plus loin, bien qu'un certain nombre comme Meyer Lansky, Bugsy Siegel, Murray Humphreys, Mickey Cohen, Bumpy Johnson et James Burke aient eu un pouvoir extrêmement important dans leurs familles respectives et le respect de tous les « affranchis ».

## Règles et rituels

### Rituel d'initiation

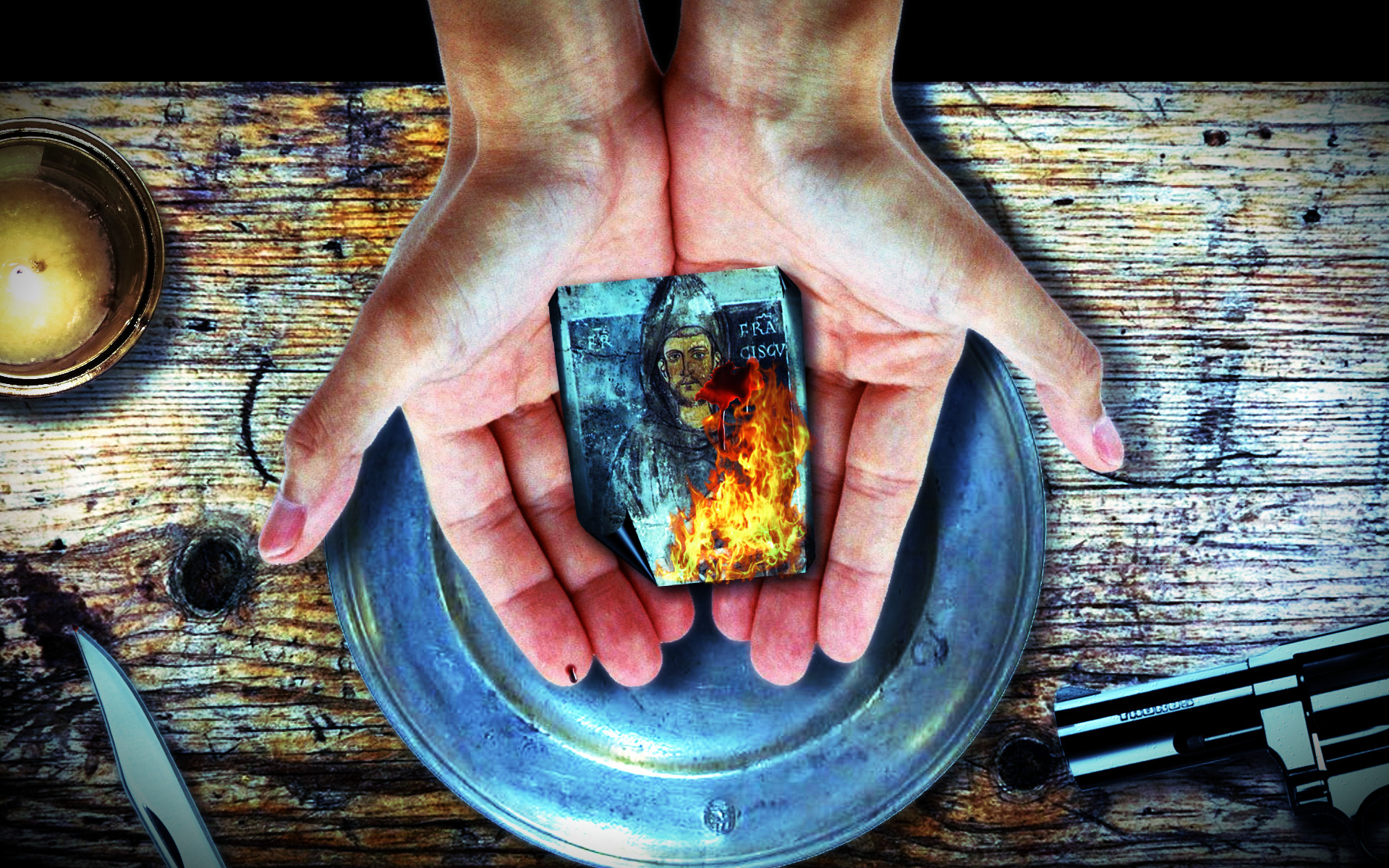
Rituel d'initiation pour intégrer Cosa Nostra

Pour le rituel d'intronisation, l'élu reçoit un coup de téléphone de son caporegime ou d'une personne de l'administration. Pour la cérémonie d'intronisation, il doit être bien habillé. L'intronisé est reçu dans une pièce, seul ou avec d'autres personnes voulant entrer dans la famille, en présence du patron et d'un autre « homme d'honneur » ou « affranchi ».
Le parrain prend le doigt « qui presse la gâchette » (l'index) du futur « affranchi » et le perce de manière à faire perler quelques gouttes de sang sur une image d'un saint (la Vierge-Marie ou Saint-François d'Assise). L'image est placée ensuite dans les mains de l'initié et le parrain y met le feu. L'initié doit alors prêter serment et jurer l'omerta. Le serment peut varier d'une famille à l'autre, mais généralement l'initié prononce le serment suivant : « As this card burns, may my soul burn in Hell if I betray the oath of Omertà » (« Comme cette carte qui brûle, que mon âme aille brûler en enfer si je trahis le serment d'Omertà ») ou « As burns this saint, so will burn my soul. I enter alive and I will have to get out dead » (« Comme brûle ce saint, brûlera mon âme. J'entre vivant et je devrai sortir mort »).

### Règles de fonctionnement
Pour présenter l'un à l'autre des affranchis qui ne se connaissent pas, celui qui fait l'intermédiaire les présente respectivement en disant « a friend of ours » (un de nos amis). Si, en revanche, il ne s'agit que d'un associé ou d'une recrue potentielle pour l'un d'eux, l'intermédiaire le présente comme « a friend of mine » (un de mes amis).
À New York, la mafia a créé les règles suivantes, :
- Omertà. C'est le code du silence. Il ne faut jamais parler aux autorités.
- Origine ethnique. Seules les personnes d'origine italienne peuvent être accueillies. Sont exemptés de la règle les associés, les partenaires en affaires et les alliés.
- « Family secrets » (les secrets de famille). Les membres de la famille ne sont pas autorisés à parler des affaires de la famille avec des non-membres.
- « Blood for blood » (le sang pour le sang). Si un membre de la famille est assassiné par un autre membre, personne n'est autorisé à le venger sans l'approbation du patron et parrain.
- « No fighting among members ». Pas de bagarre (physique) entre les membres de la mafia.
- « Tribute » (le tribut). Il faut rendre hommage au patron chaque mois en donnant une partie de ses bénéfices.
- « Adultery » (l'adultère). Les membres ne sont pas autorisés à commettre l'adultère avec les épouses des autres membres.
- « No facial hair » (pas de pilosité du visage). Pour se démarquer de l'époque des Mustache Petes, la barbe ou la moustache sont proscrites.

## Les 25 familles de la mafia américaine

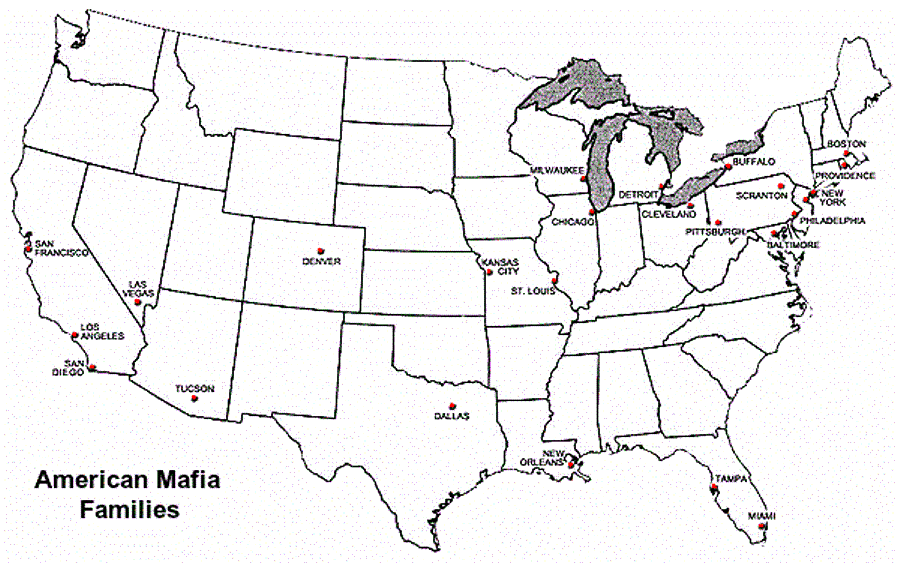
Territoire de la Cosa nostra aux États-Unis.

Les familles américaines sont parfois ou souvent nommées en fonction de leur emplacement géographique ou de leur parrain le plus emblématique. Il y a, par rapport à la Sicile, très peu de familles aux États-Unis. Les familles américaines opèrent souvent à l'échelle nationale. Ainsi, les territoires de Las Vegas et dans l'est de la Floride sont des territoires « ouverts » à toutes les familles depuis des décennies.
Les principales familles sont les cinq familles de New York : Bonanno, Colombo, Gambino, Genovese et Lucchese. L'existence des cinq familles est confirmée en 1983 par l'ancien parrain de la famille Bonanno, Joseph « Joe Bananas » Bonanno, Sr., dans son livre A Man of Honor : L'autobiographie de Joseph Bonanno. La seule autre famille qui rivalise en termes de puissance est l'Outfit de Chicago, qui est considérée comme la sixième famille. Les familles des autres grandes villes aux États-Unis sont plus ou moins sous la domination de ces six familles.
- Les Cinq familles de New York (New York, État de New York), fondation : 1931
  - Bonanno
  - Colombo
  - Gambino
  - Genovese
  - Lucchese

- Famille de Boston ou Famille Patriarca (Boston, Nouvelle-Angleterre), fondation : 1916

- Famille de Buffalo ou Famille Magaddino (Buffalo, État de New York), fondation : 1910

- Famille Bufalino (Nord de la Pennsylvanie), fondation : 1905 - éteinte

- Famille de Chicago ou L'Outfit (Chicago, Illinois), fondation : 1910

- Famille de Cleveland (Cleveland, Ohio), fondation : 1919

- Famille de Dallas (Dallas, Texas), fondation : 1921 - éteinte

- Famille DeCavalcante (New Jersey), fondation : 1910

- Famille de Denver (Denver, Colorado), fondation : 1902-1992 (éteinte)

- Famille de Tocco-Licavoli-Zerilli ou Detroit Partnership (Détroit, Michigan), fondation : 1908

- Famille de Kansas City (Kansas City, Missouri), fondation : 1912

- Famille de Los Angeles (Los Angeles, Californie), fondation : 1900

- Famille de Milwaukee ou Famille Balistrieri (Milwaukee, Wisconsin), fondation : 1918

- Famille de La Nouvelle-Orléans ou Famille Marcello (Nouvelle-Orléans, Louisiane), fondation : 1865

- Famille de Philadelphie (Philadelphie, Pennsylvanie), fondation : 1911

- Famille de Pittsburgh (Pittsburgh, Pennsylvanie), fondation : 1910

- Famille de Rochester (Rochester, État de New York), fondation : 1911- vers 1955 (éteinte)

- Famille de Saint-Louis (Saint-Louis, Missouri), fondation : 1931

- Famille de San Francisco (San Francisco, Californie), fondation : 1927-1989 (éteinte ?)

- Famille Sciortino ou Famille de San Diégo (San Diégo, Californie), fondation :  1942-1960 (éteinte)

- Famille de Tampa ou Famille Trafficante (Tampa, Floride), fondation : 1925

## Arrangements politico-mafieux

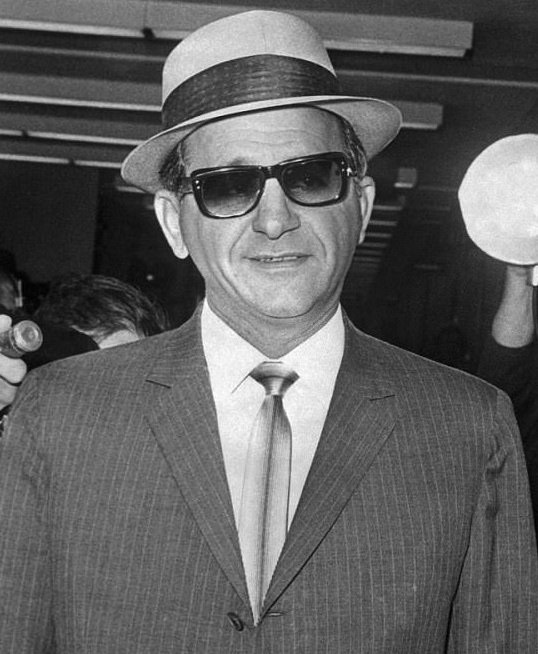
Sam Giancana, boss de l'Outfit de Chicago de 1957 à 1966.

Il existe de nombreuses traces d'arrangements entre hommes politiques et mafieux, par exemple l'amitié de Joseph Kennedy avec Sam Giancana qui profita à son fils John Fitzgerald Kennedy qui devint président des États-Unis en 1960. Richard Nixon fut lui aussi largement aidé par Santo Trafficante junior dans son ascension à la Maison Blanche, tout comme Franklin D. Roosevelt par Lucky Luciano.

### Négation de la mafia
On a accusé J. Edgar Hoover, le directeur du FBI, de nier l'existence de la mafia afin qu'elle puisse lui servir contre le clan Kennedy, ou parce qu'il lui semblait plus judicieux de concentrer tous ses moyens sur la lutte anticommuniste, ou parce que la mafia le faisait chanter.
La réunion d'Apalachin tenue en 1957 afin de « couronner » Vito Genovese capo di tutti capi fut un fiasco qui profita à son rival Carlo Gambino. Elle prouva cependant l'existence de la mafia, jusque-là niée par J.E. Hoover. Il est cependant avéré que le FBI avait ouvert une enquête sur les activités de la mafia depuis au moins 1932.

### Mafia et  Seconde Guerre mondiale
Le 9 février 1942, le paquebot Normandie est incendié, probablement à l'instigation d'hommes de main d'Albert Anastasia, patron du syndicat des dockers. La mafia américaine, qui contrôle les docks de New York, démontre qu'elle est une actrice incontournable et incite les autorités américaines à traiter avec le parrain Lucky Luciano, emprisonné à la prison de Dannemora. Luciano, en échange d'une remise de peine, garantit à l'US Navy la surveillance des docks de New York, par l'entremise d'Anastasia, contre d'éventuels saboteurs allemands. Luciano a également aidé le débarquement allié en Sicile en facilitant des contacts utiles entre l'armée américaine et la mafia locale, lors de l'opération Husky en juillet 1943.
Vito Genovese, exilé en Italie en 1937, profita quant à lui de contacts avec certains militaires américains pour développer son implication dans le marché noir.

### Mafia et syndicats

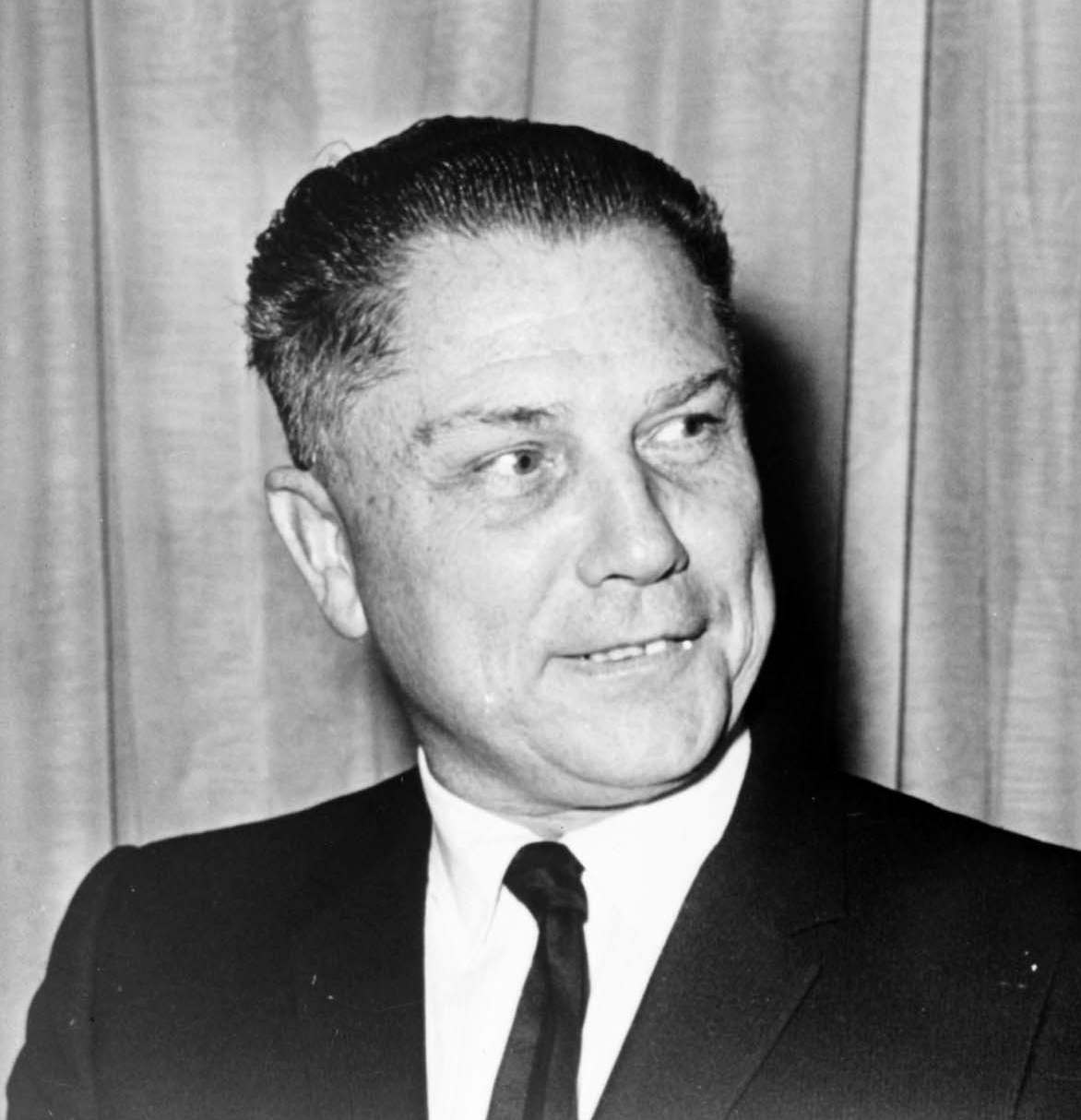
Jimmy Hoffa, leader du syndicat des Teamsters de 1957 à 1967.

La mafia a toujours tiré d'immenses profits et pouvoirs du contrôle de plusieurs syndicats. Le contrôle d'un syndicat est généralement obtenu par l'intimidation et la violence. Ils permettent ainsi de contrôler des pans de l'économie et d'en détourner des bénéfices, de maîtriser dans certains cas la gestion des caisses de retraite et de posséder un moyen de pression par l'organisation ou la répression de grèves.
La figure la plus célèbre de cette collusion fut Jimmy Hoffa. Il présida l'International Brotherhood of Teamsters (syndicat des camionneurs) de 1957 à 1967 et fut l'une des principales cibles de l'Attorney general Robert Kennedy. Il accrut son influence par le racket et le chantage des entreprises, pour le bénéfice exclusif des membres du syndicat. Il permit à ceux-ci de détourner d'importantes sommes de la caisse des retraites des camionneurs. Les circonstances de la disparition en 1975 de Jimmy Hoffa restent inconnues (voir Frank Sheeran) et son corps n'a jamais été retrouvé.
La mafia, dans les années 1930, aurait aidé au développement des syndicats dans les entreprises américaines au sens qu'elle défendait leurs intérêts communs contre les milices patronales privées qui intimidaient les employés de façon violente pour enrayer leur développement.

### Mafia et élections
La mafia américaine a aidé plusieurs hommes politiques, soit en faisant pression sur une partie de la population (immigrés italiens, syndicalistes) pour l'obliger à voter selon son souhait, soit en octroyant des sommes d'argent prélevées pour leurs campagnes.
Don Balsamo fut l'un des premiers à aider un homme politique, Antonio Marinella. Plus tard, Luciano aida Roosevelt pour la présidence américaine en 1932 et Giancana, en contact avec Joe Kennedy, aida son fils John pour les primaires démocrates de l'élection présidentielle américaine en 1960.

### Mafia et CIA
Les liens entre la Mafia et la CIA (Central Intelligence Agency) sont anciens. Ils remontent à Lucky Luciano et à la Seconde Guerre mondiale. Dans les années 1950, la CIA a protégé et blanchi au nom de la lutte anticommuniste d'anciens nazis mais aussi des trafiquants de drogue, en particulier le Français d'origine corse Étienne Leandri, ancien collaborateur réfugié en Italie et lié à Lucky Luciano. Étienne Leandri représenta ce dernier auprès de l'Agence et rencontra plusieurs fois son directeur Allen Dulles, obtenant ainsi l'annulation de la condamnation à vingt ans de travaux forcés qui avait été prononcée contre lui à la Libération, ce qui lui permit de revenir en France où il devint jusqu'à sa mort un intermédiaire incontournable pour les ventes d'armes et les contrats pétroliers.
Ces liens se sont perpétués, entre autres, avec Samuel Mooney « Momo » Giancana durant la tentative de putsch contre Fidel Castro en 1962 et enfin avec Santo Trafficante junior qui participa au démantèlement de la French Connection.

## Lutte anti-mafia

### Eliot Ness et Frank J. Wilson
Eliot Ness et ses Incorruptibles furent longtemps les ennemis d'Al Capone, qu'ils réussirent à déstabiliser. Tandis que Frank J. Wilson, agent de l'Internal Revenue Service (le fisc américain), après une enquête de trois ans, le fit tomber pour fraude fiscale en 1931.

### Commission Kefauver
La Commission spéciale du Sénat pour l'investigation sur le crime inter-étatique est mise en place le 28 mai 1950. Elle est présidée par le sénateur démocrate du Tennessee Estes Kefauver. Les sénateurs entendent de nombreux mafieux de premier rang, dont Willie Moretti, Joe Adonis, Sam Giancana et surtout le « premier ministre du crime » Frank Costello. Les auditions sont retransmises à la télévision et révèlent au grand public américain l'existence d'une mafia puissante et hiérarchisée. Au total, les auditions sont tenues dans 40 villes et font défiler plus de 600 témoins. Les chefs mafieux font prévaloir le 5e Amendement de la Constitution américaine, garantissant le droit de ne pas produire de témoignage pouvant se retourner contre soi, pour ne pas parler. Le témoignage maladroit de Willie Moretti lui vaudra d'être condamné à mort par ses congénères. Joe Adonis doit s'exiler en Italie pour éviter la prison. Le pouvoir de Costello en sort diminué au profit de son rival Vito Genovese. Les compromissions de plusieurs politiciens avec la mafia, dont l'ancien maire de New York William O'Dwyer, sont apparues au grand jour. Estes Kefauver tira profit du prestige de son rôle à la tête de la commission pour briguer la candidature démocrate lors des élections présidentielles de 1952 et 1956.

### Audition de Joe Valachi
En 1963, Joe Valachi fut le premier repenti de la Cosa Nostra américaine à détailler l'intérieur de cette organisation. C'était un soldat de la famille Genovese qui avait eu peur de la génération montante. Il fut recruté par des agents du FBI et témoigna devant le sous-comité permanent d'enquête du Comité du Sénat américain sur les Opérations gouvernementales. Valachi donna le nom de l'organisation, la structure verticale, les bases du pouvoir, les codes, les codes lors des cérémonies d'introduction d'un nouveau membre et le nom des membres de cette organisation. L'information de son témoignage avait été soigneusement gardée secrète avant d'avoir effectivement lieu.

### Loi RICO
Dans les mois et les années qui suivent, une fantastique opération de répression aboutit à l’arrestation de dizaines de militants, clandestins ou non, dont certains vont être jugés en vertu de la loi RICO (Racketeer Influenced Corrupt Organizations) votée par le Congrès en 1970. La loi RICO avait été élaborée pour lutter contre le crime organisé. Son but était de fournir aux procureurs les moyens de poursuivre en justice les membres de gangs criminels accusés d’avoir participé à deux actes répréhensibles sur une période de temps donné. Et permettant de les condamner automatiquement à vingt ans de prison.

### Repentis: Sammy Gravano
Sammy « The bull » Gravano était le consigliere de John Gotti de 1985 à 1990, date à laquelle il balança son boss qui fut condamné pour le meurtre de Paul « Pauli » Castellano en 1985.

## Secteurs d'activités rentables pour la mafia américaine

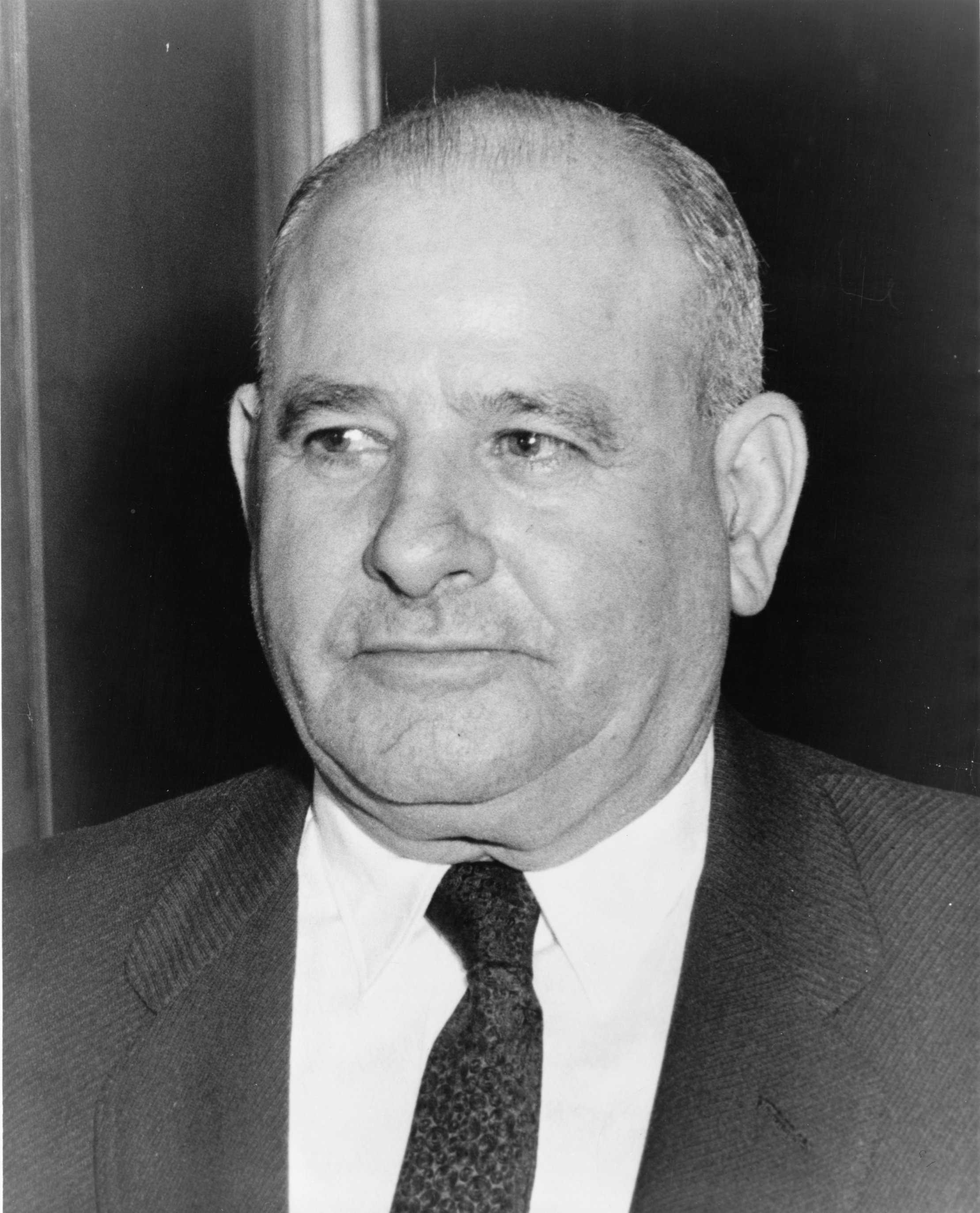
Stefano Magaddino, parrain le plus emblématique de la famille de Buffalo, le 15 janvier 1959.

### Jeu

#### Cuba
Grâce à Lucky Luciano et à ses relations avec le président Fulgencio Batista, la mafia italo-américaine put développer des casinos à La Havane jusqu'en 1959, date de la prise de pouvoir par Fidel Castro. Ce développement se réalisa essentiellement à partir des années 1930, lorsque la manne du trafic d'alcool se tarit avec la fin de la prohibition. Le maître d'œuvre de cette implantation fut Meyer Lansky. Les revenus étaient générés par les touristes américains qui dépensaient leur argent dans les jeux de hasard, des soirées arrosées avec ou sans spectacles, ainsi que dans les nombreux hôtels de passe également contrôlés en grande partie par la mafia italo-américaine.
Ces revenus disparurent avec l'arrivée au pouvoir des guérilleros de Castro, qui considéraient ces casinos et la prostitution comme les exemples les plus évidents de la corruption de l'impérialisme américain. Ce fut l'origine des collusions entre la mafia et la CIA pour tenter de renverser Fidel Castro, au début des années 1960.

#### Las Vegas
Grâce à l'argent prêté par ses amis de la Cosa Nostra, Bugsy Siegel a pu créer le premier casino de Las Vegas, la ville du jeu, dans les années 1940. Situé en plein milieu du désert, le site fut choisi en raison de la législation très laxiste de l'État du Nevada concernant le jeu. Son premier casino fut le Flamingo. Le succès tarda à venir et, incapable de rembourser ses emprunts, Siegel fut assassiné. Quelques années plus tard, Las Vegas attira de plus en plus de touristes, grâce aussi à ses spectacles, comme ceux de Frank Sinatra, grand ami de Lucky Luciano. La ville était ouverte à toutes les familles mafieuses, mais certaines, comme celles de Chicago ou Kansas City, y investirent particulièrement, en puisant notamment dans les caisses de retraites des Teamsters.

### Racket et vol

#### Syndicats
De nombreux syndicats ont été rackettés par différentes familles mafieuses. Albert Anastasia tenait ainsi le syndicat des dockers et Lepke Buchalter celui de l'industrie du prêt-à-porter. Le cas le plus célèbre concerne l'International Brotherhood of Teamsters, très vaste syndicat de camionneurs, notamment par l'intermédiaire de son président Jimmy Hoffa. Les caisses de retraites de ce syndicat étaient allègrement détournées et pouvaient servir à divers investissements. Hoffa fut poursuivi avec acharnement par Robert Kennedy avant d'aller en prison.
La mainmise sur des syndicats permettait aussi aux familles mafieuses de faire pression sur les entrepreneurs pour les racketter en menaçant de paralyser la production ou les transports, ou inversement, pour briser des grèves par l'emploi de « gros bras » contre rémunération.

#### Hollywood
Le contrôle d'Hollywood fut instauré par Benjamin « Bugsy » Siegel à partir de la fin des années 1930. Il fut introduit dans le milieu du cinéma par des acteurs dont il devint l'ami, tels que George Raft, Jean Harlow, Clark Gable ou Cary Grant. Siegel mit en place un système de racket des producteurs, en prenant le contrôle des syndicats des figurants et des techniciens (décorateurs, preneurs de son, monteurs, etc.), qui pouvaient à tout moment bloquer la production d'un film. Après son assassinat en 1947, ce fut Mickey Cohen qui lui succéda.

### Drogue

#### Pizza Connection
La Pizza Connection est l'héritière de la French Connection. Ses principaux dirigeants étaient Santo Traficante junior, chef de la famille de Floride, don Gaetano Badalamenti, leader palermitain de Cinisi, les frères Caruana-Cuntrera, meneurs de Siculiana, don Stefano Bontate, chef palermitain de Santa Maria di Gesu, et enfin don Masino Buscetta, chef des mondes mafieux et politiques. Ce dernier se repentit et dévoila l'exacte organisation de la Cosa Nostra au juge Giovanni Falcone.

### Prostitution et pornographie
Deux activités au départ proscrites aux mafieux en Sicile. Elles se sont largement développées aux États-Unis, notamment le porno blue one. Après la mise sous contrôle d'Hollywood, la mafia sut que l'industrie du sexe par ses films et ses filles est une activité plus que lucrative.
La prostitution connut son apogée sous Big Jim Colosimo qui avait une centaine de maisons closes à Chicago entre 1910 et 1920 : résultat, des millions de dollars de bénéfices. Aujourd'hui, certains chefs mafieux, dans un souci de discrétion, dirigent par le biais d'intermédiaires des agences de prostitution de luxe, où coucher avec une fille coûte au minimum 5 000 dollars[réf. nécessaire].
La mafia a également investi le marché de la pornographie. L'un des premiers films pornographiques grand public, Gorge profonde, fut financé par des membres de la famille Colombo.

### Blanchiment d'argent
Michele Sindona, banquier de Cosa Nostra et du Vatican, membre de la loge maçonnique dirigée par Lilo Gelli, incarne les rapports troubles entre la mafia et les banques italiennes.

## Connexions internationales

### Mafia américaine et Cosa nostra sicilienne
Les liens entre les deux mafias cousines sont très forts, tout d'abord grâce aux relations entre les Siciliens et les Siciliens émigrés aux États-Unis comme les familles Balsamo et Ferro ou Luciano et Vizzini. En 1957, sous la présidence de Luciano, est organisée la conférence à l'hôtel des Palmes à Palerme, où se réunissent les chefs des deux mafias : Luciano, Costello, Bonnano, Genovese pour les Américains, Genco Russo, Badalamenti, Greco pour les Siciliens.
Ces liens existent toujours, et, avec le trafic de drogue, ils se sont même renforcés en des associations puissantes comme Gaetano Badalamenti avec Carlo Gambino et Santo Trafficante junior, Stefano Bontate avec Paul Castellano et Anthoni « tony ducks » Corallo ou encore Salvatore Catalano, chef des zips siciliens à New York avec John Gotti et Aniello Dellacroce.

### Autres mafias sur le sol américain
L'Amérique du Nord est une terre d'implantation pour plusieurs mafias étrangères telles que la Mafia irlandaise, la Mafia russe, la Yiddish Connection, les Yakuzas, les Triades chinoises, les cartels de la drogue colombiens ou mexicains, la Mafia albanaise, etc..

## Dans la culture populaire

### Dans les films et séries télévisées
Certains réalisateurs, comme Martin Scorsese ou Brian De Palma et certains acteurs, parmi lesquels principalement Robert De Niro, Al Pacino, Joe Pesci ou Christopher Walken, ont participé à plusieurs reprises à des films ayant pour thème la mafia et le crime organisé.

#### Années 1930
- 1931 : Le Petit César, avec Edward G. Robinson
- 1932 : Scarface, avec George Raft

#### Années 1950-1960
- 1951 : La Femme à abattre, avec Humphrey Bogart
- 1954 : Sur les quais, avec Marlon Brando
- 1959 : Al Capone, avec Rod Steiger
- 1967 : L'Affaire Al Capone, avec Jason Robards
- 1968 : Les Frères siciliens, avec Kirk Douglas

#### Années 1970
- 1971 : The Gang That Couldn't Shoot Straight, avec Robert De Niro
- 1972 : Cosa Nostra, avec Charles Bronson, Lino Ventura
- 1972 : Le Parrain, avec Marlon Brando, Al Pacino
- 1973 : Mean Streets, avec Robert De Niro
- 1974 : Le Parrain 2, avec Al Pacino, Robert De Niro
- 1974 : Lucky Luciano, avec Gian Maria Volonte
- 1975 : Capone, avec Ben Gazzara
- 1975 : Lepke, le caïd, avec Tony Curtis
- 1976 : Meurtre d'un bookmaker chinois, avec Ben Gazzara

#### Années 1980
- 1981 : Gangster Wars (en), avec Michael Nouri
- 1983 : Scarface, avec Al Pacino
- 1984 : Il était une fois en Amérique, avec Robert De Niro, James Woods
- 1984 : Cotton Club, avec Richard Gere
- 1985 : L'Honneur des Prizzi, avec Jack Nicholson
- 1986 : Mafia Salad, avec Danny DeVito
- 1987 : Les Incorruptibles, avec Kevin Costner, Robert De Niro
- 1989 : The Revenge of Al Capone, avec Ray Sharkey (téléfilm)

#### Années 1990
- 1990 : Le Dernier des Capone, avec Eric Roberts (téléfilm)
- 1990 : Premiers pas dans la mafia, avec Marlon Brando
- 1990 : Le Parrain 3, avec Al Pacino
- 1990 : Les Affranchis, avec Ray Liotta, Robert De Niro, Joe Pesci
- 1990 : The King of New York, avec Christopher Walken, Laurence Fishburne
- 1991 : Bugsy, avec Warren Beatty
- 1991 : Billy Bathgate, avec Dustin Hoffman
- 1991 : Les Indomptés, avec Christian Slater
- 1993 : Il était une fois le Bronx, avec Robert De Niro, Chazz Palminteri
- 1993 : L'Impasse, avec Al Pacino
- 1993 : True Romance, avec Christian Slater, Christopher Walken
- 1994 :  Pulp Fiction, Quentin Tarantino
- 1994 : La Chute de Gotti, avec Anthony Denison (téléfilm)
- 1995 : Dillinger et Capone, avec Martin Sheen, F. Murray Abraham (téléfilm)
- 1995 : Casino, avec Robert De Niro, Joe Pesci
- 1996 : Gotti, avec Armand Assante (téléfilm)
- 1997 : Les Seigneurs de Harlem, avec Andy Garcia
- 1997 : Donnie Brasco, avec Johnny Depp, Al Pacino
- 1997 : Dernier recours, avec Bruce Willis
- 1998 : Le Prince de Sicile, avec Jay Mohr
- 1998 : Ennemi d'État, avec Will Smith, Gene Hackman, Tom Sizemore
- 1998 : La Famille trahie, avec Tom Sizemore (téléfilm)
- 1999 : Le Manipulateur, avec Richard Dreyfuss (téléfilm)
- 1999 : Mickey les yeux bleus, avec Hugh Grant, James Caan
- 1999 : Mafia Blues, avec Robert De Niro
- 1999 : Y a-t-il un parrain pour sauver la mafia ?, avec Christopher Walken
- 1999 : Un homme d'honneur, avec Martin Landau (téléfilm)
- 1999 : Suicide Kings, avec Christopher Walken
- 1999 : Témoins sous contrôle, avec Tom Sizemore (téléfilm)

#### Années 2000
- 2000 : The Yards, avec Mark Wahlberg
- 2001 : Les Hommes de main, avec Vin Diesel
- 2001 : Blow, avec Johnny Depp
- 2001 : Boss of Bosses (en), avec Chazz Palminteri (téléfilm)
- 2002 : Mafia Blues 2, avec Robert De Niro
- 2002 : Les Sentiers de la perdition, avec Tom Hanks
- 2003 : Mafia Love, avec Sylvester Stallone
- 2005 : L'Impasse : De la rue au pouvoir (Carlito's Way: Rise to Power), avec Jay Hernandez (téléfilm)
- 2005 : A History of Violence de David Cronenberg
- 2006 : Jugez-moi coupable, avec Vin Diesel
- 2006 : Les Infiltrés, avec Leonardo DiCaprio, Matt Damon
- 2007 : American Gangster, avec Denzel Washington
- 2007 : La nuit nous appartient, avec Mark Wahlberg
- 2009 : Little New York, avec Ethan Hawke

#### Années 2010
- 2010 : Mafia Connexion, avec James Caan
- 2012 : Cogan : Killing Them Softly, avec Brad Pitt
- 2013 : Gangster Squad, avec Sean Penn
- 2013 : Malavita, avec Robert De Niro
- 2013 : Les Derniers Affranchis, avec Al Pacino, Christopher Walken
- 2015 : La French, avec Jean Dujardin, Gilles Lellouche
- 2015 : Mafia 3
- 2018 : Gotti, avec John Travolta
- 2019 : The Irishman, avec Robert De Niro, Al Pacino, Joe Pesci, sur Netflix.

#### Séries télévisées
- 1959-1963 : Les Incorruptibles
- 1981 : The Gangster Chronicles (en)
- 1986-1988 : Les Incorruptibles de Chicago
- 1987-1990 : Un flic dans la mafia
- 1993-1994 : Le Retour des Incorruptibles
- 1997 : Le Dernier Parrain (mini-série)
- 1999-2006 : Les Soprano
- 2008-2014 : Sons of Anarchy
- 2010-2014 : Boardwalk Empire
- 2012-2013 : Magic City
- 2013 : Mob City (mini-série)
- 2015-2017 : Peaky Blinders
- 2016-2022 : District 31